# Jean-Charles de Nelis
Le chevalier Jean-Charles de Nelis, seigneur de Swyveghem et de Terbeek, né à Malines le 27 octobre 1748 et décédé dans la même ville le 7 février 1834, est un avocat, pomologue et homme politique.

## Biographie
Jean-Charles est le fils de Corneille de Nélis, avocat au Grand conseil des Pays-Bas à Malines, greffier du pays de Grimbergen, et de sa seconde épouse, Barbe van Slabbeek, et frère de Mgr Corneille-François de Nélis. Sa mère, sœur du chevalier Jean Charles van Slabbeek, conseiller et avocat-fiscal de S.M. au Grand conseil de Malines, se remariera à Emmanuel de Perceval après son veuvage.
Comme son père, il devient avocat au Grand conseil des Pays-Bas à Malines.
En 1776, il épouse Claire Hillema, dame de Swijveghem, fille de Pierre Hillema et d'Anne-Marie de Meester, et descendante de Gellius Hillema. Ils ont eu neuf enfants, dont une fille mariée à Jean-François-Xavier Estrix et une autre au fils de Jean-Baptiste van den Wiele, tous deux bourgmestres de Malines, ainsi qu'une autre mariée à Gaspard Deudon. Il est le grand-père du général Théobald de Bentzmann (1812-1871).
En 1786, il est confirmé dans la noblesse avec le titre héréditaire de chevalier, décerné par l'empereur Joseph II. En 1822, il est reconnu dans la noblesse héréditaire sous le royaume uni des Pays-Bas, avec le titre de chevalier, transférable à tous les descendants masculins.
Appartenant aux partisans de la révolution brabançonne et des États belgiques unis, il est l'un des députés représentants de Malines et signataires au traité d'union des États belgiques unis (son frère y représente lui le clergé du Brabant).
Il devient bourgmestre de Malines en 1790.
Il est aussi un pomologue et l'un des pères des poires malines (Bonne Theresa, Jozef Libia, Winter Nelis (en) et Bonne de Malines).

## Sources
- V. TOURNEUR, « La médaille de C.F. de Nelis par Mastrellini », in: Revue belge de numismatique et de sygillographie, 1920.
- W.J.H. PRICK, « Corneille-François Nelis, dernier évêque d'Anvers, homme d'état, philosophe et humaniste », in: Annales et travaux du congrès international pour l'étude du XVIIIe siècle en Belgique, Brussel, 1936.
- Oscar COOMANS DE BRACHÊNE, État présent de la noblesse belge, Annuaire 1995, Brussel, 1995